# 야심만만 2
《야심만만 2》는 2008년 7월 28일부터 2009년 9월 28일까지 방송되었던 예능 프로그램이다.
한편, MBC 《놀러와》등에게 밀리며 저조한 시청률을 기록했고, 때로는 연예인들의 신변잡기성 토크와 폭로 등으로 인해 문제점이 제기되기도 했다.
이에 제작진이 폐지설을 부인했으나 '예능선수촌' '유치장' 등 다양한 포맷 변화와 변신에도 큰 반향을 일으키지 못했고 2009년 가을개편 때 폐지 논의가 불거져 결국 같은 해 9월 28일 막을 내렸다.
아울러, 2008년 8월 4일 2회분으로 나누어 편성됐으며 이로 인해 게스트 이효리가 동시간대 MBC 《놀러와》와 본의 아니게 겹치기 출연해 논란을 빚었고 다음 해(2009년) 6월 1일에는 윤상현이 동시간대 《놀러와》와 본의 아니게 겹치기 출연해 비난을 샀는데 원래 김창렬 전진 이정현 이규한 출연분이 전파를 탈 계획이었다.
하지만, 당시 사회 분위기(노무현 전 대통령 서거)와 맞지 않는 민감한 내용이 포함되어 있어 어쩔 수 없이 윤상현 이현우 조안 주아민 등이 2009년 6월 1일 게스트로 나왔으며 이로 인해 윤상현이 앞서 본 것처럼 동시간대 《놀러와》와 본의 아니게 겹치기 출연해 비난을 받았다.

## 기획 의도
가감 없이! 오로지 시청자가 보내준 질문으로만 이루어지는 새로운 개념의 토크쇼!

## 방송 시간
| 방송 채널 | 방송 기간                           | 방송 시간                                | 방송 분량  |
| --------- | ----------------------------------- | ---------------------------------------- | ---------- |
| SBS TV    | 2008년 7월 28일 ~ 2008년 8월 4일    | 매주 월요일 밤 11시 5분 ~ 12시 25분      | 1시간 20분 |
| SBS TV    | 2008년 8월 18일                     | 매주 월요일 밤 11시 5분 ~ 12시 25분      | 1시간 20분 |
| SBS TV    | 2008년 11월 3일 ~ 2008년 11월 10일  | 매주 월요일 밤 11시 5분 ~ 12시 25분      | 1시간 20분 |
| SBS TV    | 2008년 12월 22일 ~ 2009년 1월 12일  | 매주 월요일 밤 11시 5분 ~ 12시 25분      | 1시간 20분 |
| SBS TV    | 2009년 2월 23일                     | 매주 월요일 밤 11시 5분 ~ 12시 25분      | 1시간 20분 |
| SBS TV    | 2009년 7월 27일                     | 매주 월요일 밤 11시 5분 ~ 12시 25분      | 1시간 20분 |
| SBS TV    | 2009년 9월 28일                     | 매주 월요일 밤 11시 5분 ~ 12시 25분      | 1시간 20분 |
| SBS TV    | 2008년 8월 11일                     | 매주 월요일 밤 11시 20분 ~ 12시 30분     | 1시간 10분 |
| SBS TV    | 2008년 8월 25일 ~ 2008년 9월 1일    | 매주 월요일 밤 11시 15분 ~ 12시 20분     | 1시간 5분  |
| SBS TV    | 2008년 10월 6일 ~ 2008년 10월 13일  | 매주 월요일 밤 11시 15분 ~ 12시 20분     | 1시간 5분  |
| SBS TV    | 2008년 9월 8일                      | 매주 월요일 밤 11시 15분 ~ 12시 35분     | 1시간 10분 |
| SBS TV    | 2008년 9월 15일                     | 매주 월요일 밤 11시 50분 ~ 새벽 1시 10분 | 1시간 20분 |
| SBS TV    | 2008년 9월 22일                     | 매주 월요일 밤 11시 15분 ~ 12시 25분     | 1시간 20분 |
| SBS TV    | 2008년 12월 1일                     | 매주 월요일 밤 11시 15분 ~ 12시 25분     | 1시간 20분 |
| SBS TV    | 2008년 9월 29일                     | 매주 월요일 밤 11시 25분 ~ 12시 35분     | 1시간 20분 |
| SBS TV    | 2008년 10월 20일 ~ 2008년 10월 27일 | 매주 월요일 밤 11시 5분 ~ 12시 15분      | 1시간 10분 |
| SBS TV    | 2008년 11월 17일 ~ 2008년 11월 24일 | 매주 월요일 밤 11시 5분 ~ 12시 15분      | 1시간 10분 |
| SBS TV    | 2008년 12월 8일 ~ 2008년 12월 15일  | 매주 월요일 밤 11시 5분 ~ 12시 15분      | 1시간 10분 |
| SBS TV    | 2009년 1월 19일                     | 매주 월요일 밤 11시 5분 ~ 12시 15분      | 1시간 10분 |
| SBS TV    | 2009년 2월 2일 ~ 2009년 2월 16일    | 매주 월요일 밤 11시 5분 ~ 12시 15분      | 1시간 10분 |
| SBS TV    | 2009년 3월 2일 ~ 2009년 7월 20일    | 매주 월요일 밤 11시 5분 ~ 12시 15분      | 1시간 10분 |
| SBS TV    | 2009년 8월 10일 ~ 2009년 9월 21일   | 매주 월요일 밤 11시 5분 ~ 12시 15분      | 1시간 10분 |
| SBS TV    | 2009년 1월 26일                     | 매주 월요일 밤 11시 30분 ~ 새벽 1시      | 1시간 30분 |

## 야심만만 2 역사
한편, 이 프로그램은 지나친 막말과 비속어 사용 때문에 방송통신심의위원회로부터 '권고' 조치를 받았다.
아울러, 저속한 언어표현 사용 등의 이유 탓인지 방송통신심의위원회로부터 '주의' 조치를 받았다.
한편, 서인영 김제동 전진이 빠진 뒤 2009년 1월 19일부터 공동 MC로 투입된 최양락은 99년 <코미디 살리기>에서 7회(9월 13일) 만에 도중하차한 이후 해당 프로그램을 통해 SBS 복귀를 했는데, 그후 2001년 가을 기획된 <이주일 최양락 남희석쇼>로 또다시 SBS 복귀를 할 예정이었지만 故 이주일의 갑작스런 폐암 판정 때문에 무산됐으며 서인영 후임으로 최양락과 같이 들어 온 탤런트 임정은은 해당 프로그램을 통해 예능 진행자 데뷔를 했으나 4개월 만에 빠졌고 그 이후 2009년 7월 5일 시작된 MBC 《우리들의 일밤》 '몸몸몸' 코너를 통해 예능 MC에 재도전했지만 개인사정 탓인지 3회 만에 도중하차했다.
아울러, 앞서 본 것처럼 2009년 1월 19일부터 공동 MC로 투입된 최양락은 1994년 4월 24일 첫 회부터 공동 MC로 활동한 같은 채널 《좋은 친구들》에서 1998년 10월 SBS 측으로부터 "명퇴" 권고를 받게 되자 같은 달 25일 방송분을 끝으로 그만둔 뒤 해당 프로그램에 중도투입되어 11년 3개월 만에 본격적으로 SBS 복귀를 했고 이에 앞서 2008년 4월 24일 같은 채널 《웃음을 찾는 사람들》 251회 중 '양락이는 92년생' 코너로 첫선을 보였지만 젊은이들의 코드와 빠른 템포를 맞추지 못하여 2회 만에 도중하차했다.

## 에피소드 목록

### 2008년
| 회차 | 방영 일자 | 게스트                         | 비고 |
| ---- | --------- | ------------------------------ | ---- |
| 1    | 7월 28일  | 이효리                         |      |
| 2    | 8월 4일   | 이효리, 장근석                 |      |
| 3    | 8월 11일  | 탁재훈, 예지원                 |      |
| 4    | 8월 18일  | 엄정화, 오지호                 |      |
| 5    | 8월 25일  | 박상면, 김지석                 |      |
| 6    | 9월 1일   | 강인, 김희철, 홍지민           |      |
| 7    | 9월 8일   | 이용대, 남현희, 왕기춘, 이배영 |      |
| 8    | 9월 15일  | 이한위, 박민영, 손담비         |      |
| 9    | 9월 22일  | 오현경, 안내상, 오대규, 이상우 |      |
| 10   | 9월 29일  | 오현경, 안내상, 오대규, 이상우 |      |
| 11   | 10월 6일  | 1박 2일 VS 패밀리가 떴다       |      |
| 12   | 10월 13일 | 1박 2일 VS 패밀리가 떴다       |      |
| 13   | 10월 20일 | 송창의, 이완, 화요비           |      |
| 14   | 10월 27일 | 조형기, 이재룡, 정은아         |      |
| 15   | 11월 3일  | 비 VS 왕비호                   |      |
| 16   | 11월 10일 | 신비팀 VS 노출팀               |      |
| 17   | 11월 17일 | 김종서, 김건모, 윤종신         |      |
| 18   | 11월 24일 | 신정환, 지석진, 찰리박         |      |
| 19   | 12월 1일  | 신해철, 김구라, 유세윤         |      |
| 20   | 12월 8일  | 김주혁, 한혜진, 송승환         |      |
| 21   | 12월 15일 | 박진희, 조한선, 지상렬, 유채영 |      |
| 22   | 12월 22일 | 장윤정, 신봉선, 진재영, 양정아 |      |

### 2009년
| 회차 | 방영 일자 | 게스트                                                          | 비고 |
| ---- | --------- | --------------------------------------------------------------- | ---- |
| 23   | 1월 5일   | 최양락, 이봉원, 이경실, 조혜련                                  |      |
| 24   | 1월 12일  | 최양락, 이봉원, 이경실, 조혜련 / 김성주, 강수정, 박지윤         |      |
| 25   | 1월 19일  | 김보성, 이훈, 유아인, 김신영                                    |      |
| 26   | 1월 26일  | 김수로, 이필모, 김현중                                          |      |
| 27   | 2월 2일   | 김수로, 이필모, 김현중 / 조재현, 김강우, 박시연, 황현희, 윤형빈 |      |
| 28   | 2월 9일   | 강부자, 박용우, 엄태웅                                          |      |
| 29   | 2월 16일  | 조민기, 김서형, 정성모                                          |      |
| 30   | 2월 23일  | 조민기, 김서형, 정성모                                          |      |
| 31   | 3월 9일   | 환희, 브라이언, 안문숙, 신영일, 김종국                          |      |
| 32   | 3월 16일  | 환희, 브라이언, 안문숙, 신영일                                  |      |
| 33   | 3월 23일  | 김태욱, 최영아, 김일중, 박선영, 김환, 이윤아                    |      |
| 34   | 3월 30일  | 김보화, 김미화, 김지선, 조혜련                                  |      |
| 35   | 4월 6일   | 이혜영, 김성은, 김시향, 유해리                                  |      |
| 36   | 4월 13일  | 유준상, 옥주현, 박건형, 신성록, 서병석                          |      |
| 37   | 4월 20일  | 이승기, 최송현, 임창정, 붐, 박현빈                              |      |
| 38   | 4월 27일  | 최양락VS팽현숙, 윤형빈VS정경미, 손범수VS진양혜                  |      |
| 39   | 5월 4일   | 컬투, 홍진경, 정지영, 알렉스                                    |      |
| 40   | 5월 11일  | 조성모, 솔비, 공형진, 예성                                      |      |
| 41   | 5월 18일  | 채연, 손담비, 박재경, 박지선                                    |      |
| 42   | 6월 1일   | 이현우, 윤상현, 주아민, 조안                                    |      |
| 43   | 6월 8일   | 오영실, 변우민, 엄지원, 정성화                                  |      |
| 44   | 6월 15일  | 김창렬, 전진, 이정현, 이규한, 한정수                            |      |
| 45   | 6월 22일  | 진재영, 서인영, 장나라                                          |      |
| 46   | 6월 29일  | 이시영, 배수빈, 김태원, 닉쿤                                    |      |
| 47   | 7월 6일   | 유세윤, 장동민, 유상무, 이특, 강인, 은혁, 예성                  |      |
| 48   | 7월 13일  | 한성주, 이인혜, 이수나, 이윤석, 이아현, 스윗소로우              |      |
| 49   | 7월 20일  | 이혁재, 민우, 김준호, 올밴(우승민), 김현철                      |      |
| 50   | 7월 27일  | 박소현, 최정윤, 이형철, 이규한, 김태현                          |      |
| 51   | 8월 10일  | 박한별, 유진, 송지효, 이영진, 김혜나                            |      |
| 52   | 8월 17일  | 김제동, 윤아, 수영, 유리, 써니                                  |      |
| 53   | 8월 24일  | 손태영, 김지영, 김용림, 김호진, 강지섭, 앤디                    |      |
| 54   | 8월 31일  | 최강희, 김영애, 최철호, 타블로, DJ 투컷츠                       |      |
| 55   | 9월 7일   | 쿨, 백지영, 김C                                                 |      |
| 56   | 9월 14일  | 이휘향, 정겨운, 고은미, 주영훈                                  |      |
| 57   | 9월 21일  | 정경호, 이민정, 이천희, 최정윤                                  |      |
| 58   | 9월 28일  | 이훈, 마르코, 가인, 나르샤, 장영란                              |      |

## 결방
- 2008년 12월 29일 - 밤 9시 55분부터 《SBS 가요대전》 1부 ~ 2부 편성
- 2009년 3월 2일 - 밤 9시 55분부터 김수현 스페셜 《은사시나무》 1부 ~ 2부 편성 (본방송은 3부작이었지만 앙코르 방송에서는 2부작으로 편집)[17]
- 2009년 5월 25일 - 뉴스 특보 편성
- 2009년 8월 3일 - 특집 《찬란한 유산》 스페셜 편성[18]